# Holorusia percontracta
Holorusia percontracta är en tvåvingeart som först beskrevs av Alexander 1947.  Holorusia percontracta ingår i släktet Holorusia och familjen storharkrankar. Inga underarter finns listade i Catalogue of Life.